# Armee Norwegen
La Armee Norwegen fu un'armata campale dell'esercito tedesco, attiva durante la seconda guerra mondiale che venne creata nel 1940 e schierata in Norvegia dove fu sciolta nel 1944.

## Storia
L'Armata fu formata il 19 dicembre 1940 dal Gruppe XXI, l'armata era responsabile della sicurezza costiera della costa norvegese e delle truppe di occupazione in Norvegia. Dopo l'inizio dell'Operazione Barbarossa, un distaccamento dell'armata, chiamato il comando finlandese, prese parte all'Operazione Volpe d'argento. Le truppe tedesche penetrarono nelle posizioni dei bunker sovietici a est di Petsamo e nel mese di settembre 1941 ci furono pesanti combattimenti nei pressi di Sohjana e Soumussalmi e verso fine mese gli scontri cessarono in Lapponia. Il 14 gennaio 1942, il comando finlandese fu scorporato dall'armata e dopo il ritiro della 20. Gebirgs-Armee dalla Finlandia, a partire dal novembre 1944, l'area di comando dell'armata fu limitata alla Norvegia centrale e meridionale. Il 18 dicembre 1944 l'armata fu sciolta ed i poteri del suo comandante furono trasferiti al 20. Gebirgs-Armee.

## Ordine di battaglia
Dal gennaio 1941
- XXXIII. Armeekorps
- XXXVI. Armeekorps
- Gebirgskorps Norwegen

Dal luglio 1941
- XXXIII. Armeekorps
- XXXVI. Armeekorps
- LXX. Armeekorps
- Gebirgskorps Norwegen

Dal settembre 1941
- XXXIII. Armeekorps
- XXXVI. Armeekorps
- LXX. Armeekorps
- Gebirgskorps Norwegen
- Finnisches III. Armeekorps

Dal marzo 1941
- XXXIII. Armeekorps
- LXX. Armeekorps
- LXXI. Armeekorps

## Comandanti
- Generaloberst Nikolaus von Falkenhorst (19 dicembre 1940 - 18 dicembre 1944)[1]